# Sáray Julianna
Sáray Julianna, született Scheffer (Kassa, 1912. április 23. – Budapest, 1983. január 28.) magyar tanár, pszichológus.

## Élete és munkássága
Szülei harmadik gyermekeként született. Édesanyja Somogyi Julianna, édesapja, Sáray Ferenc, a kassai postaigazgatóság titkára, később igazgatója volt. 1919-ben, Kassa cseh megszállását követően a családnak menekülnie kellett, először Budapestre. 1920-ban kerültek Szegedre, ahol az édesapa a helyi postaigazgatóságon kapott vezető beosztást. Sáray Júlia kilencéves korában elvesztette édesanyját, a három gyermeket édesapjuk egyedül nevelte.
Középiskolai tanulmányait a Miasszonyunkról Nevezett Szegény Iskolanővérek Római Katolikus Tanítónőképző Intézetében végezte.
1931-től 1935-ig Szegeden, a Ferencz József Tudományegyetemmel szorosan együttműködő Polgári Tanárképző Főiskolán tanult, magyar és pszichológia szakon. (A főiskolán akkoriban az elméleti képzés az egyetem bölcsészettudományi karával együttműködve folyt: a tanárjelöltek szakcsoportjuk egyik szabadon választott tárgyát az egyetemen is hallgatták.) A tanárképző főiskola befejezése után az egyetem Pedagógiai Pszichológiai Intézetében dolgozott tovább Várkonyi Hildebrand irányítása alatt, s ezzel párhuzamosan az Apponyi Kollégium kétéves képzésében megszerezte tanítóképzői tanári képesítést. 1937-ben doktorált, doktori értekezésének címe: A gyermekrajzok lélektani vizsgálata.
A következő két és fél évtizedben fő tevékenysége a tanítás volt. Működésének ismert színterei: a kassai Állami Polgári Fiúiskola (1939), majd az 1939/40-es tanévtől 1947/48-ig a győri (Magyar. Kir.) Állami Tanítóképző Intézet és Leánylíceum, ahol a képzősöknek a pedagógiai és gyermeklélektani, iskola-szervezési tantárgyakat tanította. 1952-től ugyanezeket a tantárgyakat oktatta a Soproni Állami Tanítóképzőben, és amikor a tanítóképző gimnáziummá alakult (I. sz. Pedagógiai Gimnázium), itt tanított tovább 1961-ig. Sopronban a pedagógiai munkaközösség vezetőjének tisztjét is betöltötte. Egyik volt tanítványa visszaemlékezése szerint „egy tudós tanárt (és egy gyakorló terapeutát) ismerhettek meg a tanítványok, akiket egytől egyig beoltott a pszichológia szeretetével,” és megismertette velük a legújabb gyermeklélektani vizsgálati módszereket.
1953-ban, egy bencés lelkiségi mozgalom, a Bencés Obláció mellett kötelezte el magát fogalommal a Pannonhalmi Főmonostorban.
Életének utolsó két évtizedében pszichológusként tevékenykedett. 1961-ben hívta munkatársnak Schnell János, az általa alapított budapesti Központi Gyermekideggondozó Intézetbe (későbbi nevén Fővárosi Gyermek-Mentalhigiéniai Központba). Itt dolgozott a serdülő- és ifjúkori lelki betegségek szakértőjeként és gyógyítójaként egészen nyugdíjazásáig.
Nyugdíjazását követően otthonában fogadta a lelki bajokkal hozzáfordulókat, ellenszolgáltatás nélkül gyógyítva a rászorulókat. A hetvenes években pszichológiai ismeretterjesztő műsorsorozatot vezetett a televízióban; előadásokat tartott hittudományi főiskolákon tanároknak és hallgatóknak egyaránt. Szívesen hívták papi továbbképzések előadójának is.
Hosszabb betegség után hunyt el 1983-ban. Hamvait a Szombathelyen a karmeliták templomában helyezték el, ahol nővére is nyugszik.

## Publikációi
- A gyermekrajzok lélektani vizsgálata. Doktori értekezés . Szeged 1937, Ablaka ny. 73, [3] p. I. – 23 cm. /Közlemények a Szegedi Ferencz József Tudományegyetem Pedagógiai-Lélektani Intézetéből 17./ 11.233/17
- How a musical gift modifies the personality of teenagers. In: Acta Paedopsychiatrica: International Journal of Child & Adolescent Psychiatry, Vol 36(5), 1969, 123-127.
- A 16-18 éves leányok erkölcsi tudattartalmának vizsgálata (Adalékok a nemi nevelés kérdéséhez) In: Pedagógiai Szemle 11. évf. 3. sz. / 1961. pp. 233–244.
- A fővárosi Gyermekideggondozó Hálózat működési rendje. In: A Fővárosi Központi Gyermekgondozó Intézet és hálózatának jubileumi évkönyve (1958—1968), Budapest, 1968. pp. 121-132.
- Serdülő- és ifjúkor lélektana. In: Róna Borbála (szerk.): Pszichohigiénés problémák a gyermekkorban, Országos Közegészségügyi Intézet, Bp., 1970
- Vidékről jött nevelőotthoni tanulócsoport strukturálódási folyamata nevelési tanácsadói koncepcióval. In: Budapesti Nevelő. 8. évf., 1. sz. (1972). 51-60. p. [57-59. p.: vizsgálat "Mérei-féle teljes szociogrammal"]
- A serdülők demonstratív öngyilkossági kísérleteinek pszichodinamizmusa. In: Ifjúság és pszichológia (Pszichológiai tanulmányok XIV.) Kiadó: Akadémiai Kiadó, 1975 Budapest, ISBN szám: 963-05-0392-1 pp. 549–554.
- A huszonévesek lélektanából. In: Vigília 1976. szeptember XLI. évfolyam 9. szám és in: Megújuló teológia: a teológiai tanárok kurzusának előadásai Budapest, 1976. január 26-28. Bp. 1976